# Take Shelter
Take Shelter (bra: O Abrigo; prt: Procurem Abrigo) é um filme de drama e suspense americano dirigido e roteirizado por Jeff Nichols, tendo no elenco principal Michael Shannon e Jessica Chastain. O longa teve sua estréia no Festival de Cinema de Sundance no dia 24 de Janeiro de 2011.

## Sinopse
Curtis (Michael Shannon) vive em uma pequena cidade no interior de Ohio com sua esposa Samantha (Jessica Chastain) e sua filha Hannah (Tova Stewart), sem muitos prédios e edifícios neste lugar não é difícil saber se uma tempestade está para chegar. Curtis passa a ser atormentado por uma série de visões apocalípticas, e não sabe se deve proteger sua família do que acredita que se aproxima ou dele mesmo.

## Elenco
- Michael Shannon como Curtis LaForche
- Jessica Chastain com Samantha LaForche
- Tova Stewart como Hannah LaForche
- Katy Mixon como Nat
- Shea Whigham como Dewart
- Kathy Baker como Sarah

## Lançamento
O filme teve lançamento limitado em Nova Iorque e Los Angeles em 30 de setembro de 2011.

## Recepção

### Resposta da crítica
Take Shelter foi aclamado pela crítica. Possui uma classificação de 92% no Rotten Tomatoes, baseado em 168 avaliações, com nota média de 8/10. O consenso afirma que “Michael Shannon oferece uma performance poderosa e a filmagem propositadamente sutil cria uma mistura perfeita de drama, terror e pavor”. O filme também tem uma pontuação de 85 de 100 no Metacritic, com base em 34 críticas, “indicando aclamação universal”.